# Stefan Krohn
Stefan Krohn (* 23. August 1974) ist ein ehemaliger deutscher Schwimmer. Er nahm an den Sommer-Paralympics 1992 und 2000 teil.

## Leben
Im Jahr 1982 erlitt Krohn im Alter von acht Jahren einen Unfall mit einer Straßenbahn. Dabei geriet er unter die Bahn und erlitt schwere Verletzungen am linken Bein, das danach amputiert werden musste. An einer Schule für Körperbehinderte kam er mit dem Schwimmsport in Kontakt, den er dann intensiv betrieb. Er trat für den Verein für Sporttherapie und Behindertensport 1980 (VSB 1980) an. Nach der politischen Wende des Jahres 1989 ergab sich auch die Möglichkeit zur Teilnahme an internationalen Wettbewerben. 1992 gelang ihm die Qualifikation für die Paralympics in Barcelona. 
Krohn konzentrierte sich dann auf seine Berufsausbildung und begann erst 1997 wieder an internationalen Wettbewerben teilzunehmen. 1998 kam er bei den Weltmeisterschaften auf den 5. Platz über 100 m Rücken und im Folgejahr bei den Europameisterschaften auf den 4. Platz über 50 m Freistil. 2000 nahm er an den Paralympics in Sydney teil und erreichte den 8. Platz über 100 Meter Rücken. Insgesamt gewann er 25 Medaillen bei nationalen Meisterschaften.
Krohn beendete seine Karriere im Leistungssport, betätigt sich aber noch im Sitzvolleyball bei der HSV Medizin. In dieser Sportart ist er Teammanager der deutschen Auswahlmannschaft der Frauen. Beruflich ist er im Marketing der AOK in Magdeburg tätig.

## Auszeichnungen
2001 trug sich Krohn in das Goldene Buch der Stadt Magdeburg ein.